# أورلاندو نارفيز
أورلاندو نارفيز هو لاعب كرة قدم إكوادوري في مركز الدفاع، ولد في 26 يونيو 1958 في كيتو في الإكوادور. لعب مع نادي ديبورتيفو إل ناسيونال.

## وصلات خارجية
- أورلاندو نارفيز على موقع ناشيونال فوتبول تيمز (الإنجليزية)